# Borneo-Bronzemännchen
Das Borneo-Bronzemännchen (Lonchura fuscans), auch Borneo-Nonne, Rotelmunie oder Rotbrauner Muskatfink genannt, ist eine Art aus der Familie der Prachtfinken. Es werden keine Unterarten unterschieden.

## Beschreibung
Das Borneo-Bronzemännchen erreicht eine Körperlänge von elf Zentimetern und zählt damit zu den mittelgroßen Prachtfinkenarten. Es besteht kein Sexualdimorphismus.
Die Schwingen und der Schwanz sind schwarz. Das übrige Gefieder ist einfarbig schwärzlichbraun, allerdings sind die Federmitten etwas heller, so dass ein leichtes Schuppenmuster entsteht, das vor allem an den Körperseiten auffällig ist. Die Augen sind dunkelbraun. Der Oberschnabel ist schwärzlich während der Unterschnabel bleigrau ist. Füße und Läufe sind blaugrau.
Jungvögel ähneln den adulten Vögeln, sie haben jedoch einen vollständig schwarzen Schnabel. Die Umfärbung des Schnabels beginnt etwa einen Monat, nachdem die Jungvögel ausgeflogen sind.

## Verbreitung und Lebensweise
Das Borneo-Bronzemännchen kommt auf Borneo, den Natuna-Inseln, dem Sulu-Archipel und der Insel Banguey vor. Der Lebensraum sind Alang-Alang-Wildnisse sowie Reisfeldern. Die Art hat sich auch menschlichen Siedlungsraum als Lebensraum erschlossen und kommt häufig in der Nähe von Ortschaften vor. Die Lebensweise ist sehr unauffällig und versteckt. Borneo-Bronzemännchen halten sich sehr häufig am Boden auf. Anders als etwa Schwarzbauchnonnen lassen sie sich beispielsweise nur schwer aus Reisfeldern vertreiben, weil sie bei Störung nicht auffliegen, sondern sich zwischen den Halmen verstecken.
Die Nahrung besteht aus Grassamen und anderen Sämereien sowie Reiskörnern. Die Brutzeit fällt im Norden Borneos hauptsächlich in den Zeitraum Oktober bis Mai, jedoch werden Nester zu allen Jahreszeiten gefunden. Die Nester werden häufig sehr hoch in Bäumen angelegt. Genutzt werden auch Baumhöhlen und Nester finden sich auch unter den Dächern von Hütten. Sehr selten werden die Nester in einem Grasbüschel niedrig über dem Boden errichtet. Das Gelege besteht meistens aus drei bis sechs weißschaligen Eiern. Die Brutdauer beträgt etwa 14 Tage. Die ersten sieben bis acht Tage werden die Jungvögel fast durchgehend gehudert, dann bis zum Ausfliegen während der Nacht. Mit etwa zwanzig bis dreiundzwanzig Lebenstagen verlassen die Jungvögel der Borneo-Bronzemännchen das Nest.

## Haltung
Borneo-Bronzemännchen wurden erst 1931 das erste Mal nach Europa eingeführt. Eine größere Anzahl kam 1939 nach England. Diese Vögel wurden alle nach Dänemark weiterverkauft. Mit diesen Vögeln gelang 1940 die Erstzucht. Ein weiterer Import erfolgte 1958 nach England, danach wurden Borneo-Bronzemännchen über längere Zeit nur sehr selten eingeführt. Die wenigen Vögel, die in den Handel kamen, wurden in der Regel mit Japanischen Mövchen verpaart, um eine einfarbig dunkle Morphe zu züchten. Zu regelmäßigen Nachzuchten dieser Art kam es erst nach 1980 und heute sind es verhältnismäßig wenige Halter, die diese Art halten und züchten. Die Vereinigung für Artenschutz, Vogelhaltung und Vogelzucht (AZ) nennt beispielsweise für das Jahr 1998 lediglich 18 Jungvögel, die mit vier Zuchtpaaren nachgezüchtet wurden.

## Belege

### Einzelbelege
1. ↑   Nicolai et al., S. 294.